# Your Power
"Your Power" é uma canção da cantora estadunidense Billie Eilish, gravada para seu segundo álbum de estúdio Happier Than Ever (2021). Foi composta por Eilish e seu irmão Finneas O'Connell, que também produziu. A canção foi lançada pela Darkroom e Interscope Records em 29 de abril de 2021, como o terceiro single do álbum.

## Bastidores
Em 28 de abril de 2021, Eilish lançou uma prévia acústica da música em seu Instagram. Sobre a canção, a cantora comentou que “Esta é uma das canções favoritas que já escrevi. Eu me sinto muito vulnerável ao colocar ela aqui, porque a mantenho bem perto do meu coração. Trata-se de muitas situações diferentes que todos nós testemunhamos ou vivenciamos. Espero que isso possa inspirar mudanças. Tente não abusar do seu poder”.

## Composição
Os críticos descreveram que a música soa como uma balada folk, notaram o contraste tímbrico entre a faixa e o trabalho anterior de Eilish, When We All Fall Asleep, Where Do We Go?. Em um artigo, Alexis Petridis, do The Guardian, escreveu que a música “reduz a abordagem da trilha sonora de filme de terror eletrônico do álbum anterior de Eilish em favor de algo mais sutil [...], não há nada além de um violão e a voz de Eilish encharcada de reverberação", depois disso, Petridis notou influências no estilo de Mazzy Star e Lana Del Rey. Brittany Sopranos, da Rolling Stone, teve opiniões semelhantes, comentando que “Eilish canta acima de um delicado riff de violão”.

## Recepção da crítica
| Críticas     | Críticas  |
| ------------ | --------- |
| Fonte        | Avaliação |
| The Guardian | [ 2 ]     |
| NME          | [ 3 ]     |

## Prêmios e indicações
| Ano  | Prêmio                  | Categoria      | Resultado | Ref.  |
| ---- | ----------------------- | -------------- | --------- | ----- |
| 2021 | MTV Europe Music Awards | Vídeo pelo Bem | Venceu    | [ 4 ] |

## Videoclipe
Um videoclipe foi lançado junto com a música, em 29 de abril de 2021. O vídeo foi dirigido pela própria Eilish. Ele começa os Eilish cantando nos entornos de uma montanha, posteriormente uma sucuri de 36kg aparece e envolve seu pescoço